# IGG
IGG Inc.（港交所：799）是中國手機遊戲研發及發行商，在2006年，由蔡宗建（董事長）和池元（首席執行官），於福建福州成立「福州天盟數碼有限公司」。再在2009年，於新加坡設立總部，名為「IGG Singapore Pte. Ltd.」（前身為「Sky Union Pte. Ltd.」）。
業務在全球經營遊戲研發、授權、運行、推廣、營銷及伺服器託管，而最為人熟悉是《王國紀元》、《城堡爭霸》、《領主戰爭》、《神界》、《海盜王》、《天使之戀》、《瘋狂診所》、《魔幻花園》、《瘋狂尋寶》、《銀龍之翼》、《德州撲克至尊版》、《戰地王座》、《WeGamers》、《時光公主》、《神域》等。IGG 曾被 App Annie 多年列為「年度發行商52強」。旗下遊戲《王國紀元》於2021年遊戲註冊用戶達4.4億，月活躍用戶數2,000萬，月均流水4.8億元，數字創歷史新高。遊戲曾在香港舉行全球巡迴賽，並請來台灣歌手蔡依林來港打氣。
股份在2013年10月18日於港交所創業板上市，當時代碼為8002.HK。配售價格為2.4至2.91港元，配售股份為327,434,000股，集資額為9.5億港元。其中被日本彈珠機商家Dynam Japan Holdings旗下大樂門香港，以1,500萬美元（1.2億港元）進行認購股份。
2015年7月7日，該公司由創業板轉往主板上市，代碼為0799.HK。 2023年納入恒生綜合指數股份。IGG 2022年6月底止中期業績，取得收入24.86亿港元，按年跌23%。首席運營官許元指，營收下滑主因受俄烏戰事影響，美國制裁俄羅斯，影響IGG在當地收益，平均每月損失500萬美元。2023年公布的中期業績收入為24.99億港元，按年增0.5%，但仍虧損3.60億港元，主要由於旗下新遊戲《黎明再現》及《維京崛起》仍處於推廣期，並表示公司著手整合資源及採用人生式人工智能，以提升效率，6月起已經回復盈利。
IGG從2013年開始轉型手機遊戲， 2019年進一步開拓南美及西歐等市場，相繼在巴西、土耳其、意大利及西班牙設立子公司。	 旗下遊戲《王國紀元》，2017年獲Google頒授「安卓傑出應用/遊戲」，2019年成為Sensor Tower發佈的「2018全年中國手遊出海收入榜」榜首遊戲。 2020年上線的女性3D換裝手游《時光公主》取得不錯成績，玩家遊戲以女性為主，先後與維也納藝術史博物館、西安博物院、巴黎羅浮宮合作推廣，2021年11月榮獲Google Play評選的韓國「最佳休閒遊戲獎」，以及「第六屆金陀螺獎年度優秀出海遊戲」獎項。IGG由2017年至2022年連續6年登上BrandZ中國全球化品牌50強榜單。

## 旗下運營遊戲[20]
| 英文名稱                   | 遊戲類型      | 平台                          | 中文名稱              |
| -------------------------- | ------------- | ----------------------------- | --------------------- |
| Age of Titans              | MMORPG        | 網頁遊戲                      | 泰坦戰爭              |
| Angels Online              | MMORPG        | 客戶端網游                    | 天使之戀Online（ALO） |
| Bingo by IGG               | 博彩類        | 安卓                          | Bingo（IGG版）        |
| Castle Clash               | 街機動作類    | 安卓、iOS                     | 城堡爭霸              |
| Clash of Lords             | 街機動作類    | 安卓                          | 領主戰爭              |
| Clash of Lords 2           | 街機動作類    | 安卓                          | 領主戰爭2             |
| Dawn of Darkness           | MMORPG        | 安卓、網頁遊戲                | 黎明的黑暗            |
| Demon Clash                | 街機動作類    | 安卓                          | 劍之魂                |
| Free Sky Online II         | 科幻策略類    | 網頁遊戲                      | 天空左岸              |
| Galaxy Online 2            | 科幻策略類    | 安卓、安卓桌面、iOs、網頁遊戲 | 星際文明Ⅱ             |
| Galaxy Online 2S           | 科幻策略類    | 安卓                          | 星際文明2新紀元       |
| Gods War Online            | MMORPG        | 客戶端網游                    | 眾神之戰              |
| Heroes & Monsters          | 解謎類        | 安卓                          | 英雄與怪獸            |
| KaChing Slots              | 博弈類        | 安卓                          | --                    |
| Mini Toss                  | 街機動作類    | 安卓                          | 迷你投射              |
| Moonlight Online           | 3DMMORPG      | 網頁遊戲、客戶端網游          | 暮光online            |
| Myth War II                | MMORPG        | 客戶端網游                    | 遠古戰爭2             |
| Lords Mobile               | MMORPG        | 安卓、iOS                     | 王國紀元              |
| Slot Machines by IGG       | 博彩類        | iOS、網頁遊戲                 | --                    |
| Tales of Pirates II        | MMORPG        | 客戶端網游                    | 海盜傳說2             |
| Texas Hold Em Poker Deluxe | 博弈類        | 安卓、iPhone、網頁遊戲        | 德克薩斯撲克豪華版    |
| Viking Strike              | 解謎類        | 安卓                          | 維京迷城              |
| Voyage Century             | 3DMMORPG      | 客戶端網游                    | 航海世紀              |
| Wings of Destiny           | MMORPG        | 網頁遊戲                      | 命運之翼              |
| Wonderland Online          | MMORPG        | 客戶端網游                    | 飄流幻境              |
| Mobile Royale              | MMORPG        | 安卓、iOS                     | 戰地王座              |
| Dawn of Dynasty            | 即时策略、RPG | 安卓                          | 战姬觉醒：三国志外传  |
| Time Princess              | 冒險類        | 安卓、iOS                     | 時光公主              |
| Mythic Heroes              | 掛機卡牌RPG   | 安卓、iOS                     | 神域                  |
| Yeager: Hunter Legend      | 動作類        | 安卓                          | 獵星傳奇              |
| Doomsday: Last Survivors   | 即时策略      | 安卓、iOS                     | 黎明再現              |
| Viking Rise                | 即时策略      | 安卓、iOS                     | 維京崛起              |
| Epic Age                   | 即时策略      | 安卓、iOS                     | 列國遠征              |
| Alchemists’ Garden         | MMORPG        | 安卓、iOS                     | 煉金術士花園          |
| Conquerors: Golden Age     | MMORPG        | 安卓、iOS                     | 征服时代: 黄金时代    |
| Rage of Destiny            | 即时策略      | 安卓、iOS                     | 命運之怒              |
| Scripts: Romance Episode   | 互動故事類    | 安卓、iOS                     | -                     |
| Spinscapes                 | 模擬類        | 安卓                          | 旋轉夢幻島            |
| Game of Honor              | MMORPG        | 安卓                          | -                     |

## 2018業績洩露疑雲
2019年3月6日上午10時許，IGG(00799)公布其2018年全年業績，可惜在IGG的全年業績公告尚未上載到港交所披露易網站之時，其財經公關皓天財經(01260)竟於其金融服務平台「皓天雲」洩露了IGG的全年業績路演材料，當中除了收入、淨利潤、每股盈利及第二次中期派息以至各項數據的按年變幅等相關的財務敏感信息，更包括旗下遊戲月均流水表現等運營數據。雖然有關資料已被刪除，但變相置IGG於敏感財務數據「早泄」的風口上，如部份本港財經媒體已報道此傳出的IGG業績表現。翻查IGG於港交所披露易平台的紀錄可見，IGG自2015年7月轉往主板上市以來，無論其中期業績，抑或是全年業績公告，均是於港股全日收市後的披露時段上載。
IGG股份於同日上午11時47分起短暫停牌對於全年業績疑被提早外洩事件，公司一度未有回應。IGG於停牌3小時後，才刊發短暫停牌公告，聲稱「以待報章報導的澄清及公司2018年度全年業績的刊發」，不過，IGG於當晚9時40分才刊發其澄清公告，6日刊登的報道當中有關於公司的若干財務資料，包括截至2018年12月31日止年度的淨利潤、毛利率、每股盈利及建議股息等相關財務資料，乃由公司委聘的公關公司所管理的移動網絡平台所洩露，而上傳至移動網絡平台的相關財務資料乃由公關公司的技術故障所致，至於該等報道的內容（包括相關財務資料）正確，強調有關報道刊登時未經公司董事會批准或授權。此澄清公告曲線承認業績早洩事件，及以免市場存在有人藉內幕消息交易的揣測。
翌日（2019年3月7日）早上，IGG舉行的分析員會議上，會議一開始，皓天財經公關派員向與會人士道歉，聲稱「AI抓取出現問題」才引發今次的錯誤。而原定早上11時舉行的業績媒體發佈會，皓天財經公關繼續固有對待記者的方式，不單沒有將IGG一度「早洩」的簡報派給在場記者，IGG管理層更遲到約15分鐘，一度令部分在場記者懷疑發佈會是否取消，而IGG主席蔡宗建最終沒有出席是次業績發佈會 對於外洩事件，有記者直言會不會轉換公關公司，IGG首席運營官許元稱在6日早上才知道事件，認為從其角度而言「可以接受」，首席財務官沈潔蕾更稱讚今次事件的始作俑者皓天財經在危機處理上「頗專業」 ，但無正面回應日後會否撤換公關公司。被問及事件是否有人需要負責，以及證監會有否接觸公司，許元稱已跟足程序處理，包括自願申請停牌以及於聯交所上刊發澄清公告，並無直接回應監管方面是否有行動。